# Club Universidad Nacional
A Club Universidad Nacional AC (vagy Pumas de la UNAM, röviden Pumas) Mexikó egyik legjelentősebb labdarúgócsapata, otthona Mexikóváros. Jelenleg az első osztályú bajnokságban játszik. Hétszeres bajnok, a CONCACAF-bajnokok ligáját pedig háromszor nyerte meg. Egy 2013-as felmérés szerint a negyedik legnépszerűbb csapat az országban és a harmadik legnépszerűbb a mexikóvárosi klubok közül.

## Története
A Mexikói Autonóm Nemzeti Egyetem (Universidad Nacional Autónoma de México) rektora, Luis Chico Goerne, már az 1930-as években felvetette az ötletet, hogy létre kellene hozni egy egyetemi focicsapatot, de ezt a javaslatot akkor még elvetették. 1940-ben Gustavo Baz rektor a Costa Rica-i Rodolfo Muñozt bízta meg ugyanezzel a szervezőfeladattal, aki el is vállalta. 1942-ben Roberto Méndez javaslatára felvették a Pumas (Pumák) nevet, majd 1952-ben az egyetemi város területén felépült későbbi stadionjuk. Mivel a korábban megszervezett 1954 augusztusában vált professzionálissá azzal, hogy megkezdte szereplését a Liga Mayor nevű másodosztályú bajnokságban, ezért hivatalos alapítási dátumának ezt az évet tekintik.
Az első hivatalos mérkőzésüket szeptember 12-én játszották a Rayados de Monterrey otthonában, a mérkőzés az új-leóniak 3–1-es győzelmével végződött. A kedvezőtlen eredmények sorozata az egész szezonban kitartott, mindössze a nyolcadik helyen zárt a csapat. A következő évben új edző jött és folyamatosan érkeztek az egyetemről az új játékosok, de egy év múlva is csak hatodikok tudtak lenni, az 1956–1957-es szezonban pedig utolsók lettek, így a vezetőség úgy döntött, egy évre „pihenteti” a csapatot. Az általános gondok elhárítása után a pumák visszatértek a másodosztályba, és lassan egyre több, első osztályt is megjárt játékossal bővült a keretük.
Az 1961–1962-es szezonban kiélezett bajnokságot megnyerve, a végén 5–1-re legyőzve az azóta megszűnt torreóni Cataluña csapatot, feljutottak az első osztályba. A játékosokat a pályára beözönlő szurkolók a levegőbe emelve ünnepelték, később az egyetem rektora saját irodájába is behívta őket.
Az első osztályú szereplés sem kezdődött fényesen, évekig várattak magukra a jó eredmények. 1968-ban azonban sikerült az ezüstérmet megszerezniük a Deportivo Toluca mögött. Eközben számos változás történt a klub vezetőségében, valamint edzői és játékosai körében.
1975-ben Fekete Árpád vezetésével megnyerték a mexikói kupát, majd 1977-ben a szintén magyar Marik György pedig a bajnoki győzelemig is elvezette őket. Újabb edzőikkel viszont „csak” két ezüstéremig jutottak a következő két évben, majd 1981-ben újra bajnokok lettek. 1985-ben és 1988-ban ismét második helyek következtek, 1991-ben pedig megint bajnoki címet szereztek, csakúgy, mint 2004-ben mind a Clausura, mind az Apertura bajnokságban. Hatodik és hetedik győzelmüket a 2009-es és a 2011-es Clausura alkalmával szerezték.

## Nemzetközi szereplés
A CONCACAF-bajnokok ligájában régebben eredményesen szerepelt a csapat: egy második hely (2005) mellett három győzelemmel rendelkeznek (1980, 1982 és 1989), ezzel ebben a sorozatban a negyedik legeredményesebb mexikói csapatnak számítanak. 1981-ben a Copa Interamericanát is elhódították.

## Bajnoki eredményei
A csapat első osztályú szereplése során az alábbi eredményeket érte el:

### A régi rendszerben
| Év        | Helyezés |
| --------- | -------- |
| 1962–1963 | 12. hely |
| 1963–1964 | 7. hely  |
| 1964–1965 | 6. hely  |
| 1965–1966 | 6. hely  |
| 1966–1967 | 13. hely |
| 1967–1968 | 2. hely  |
| 1968–1969 | 4. hely  |
| 1969–1970 | 13. hely |

### A rájátszásos rendszerben
| Év                | Alapszakasz-helyezés                                                          | Eredmény a rájátszásban |
| ----------------- | ----------------------------------------------------------------------------- | ----------------------- |
| México 1970       | 10. hely                                                                      | 9. hely                 |
| 1970–1971         | 8. hely                                                                       |                         |
| 1971–1972         | 13. hely                                                                      |                         |
| 1972–1973         | 7. hely                                                                       |                         |
| 1973–1974         | 7. hely                                                                       |                         |
| 1974–1975         | 14. hely                                                                      |                         |
| 1975–1976         | 2. hely                                                                       | Negyeddöntős            |
| 1976–1977         | 1. hely                                                                       | Bajnok                  |
| 1977–1978         | 2. hely                                                                       | 2. hely                 |
| 1978–1979         | 3. hely                                                                       | 2. hely                 |
| 1979–1980         | 4. hely                                                                       | Negyeddöntős            |
| 1980–1981         | 2. hely                                                                       | Bajnok                  |
| 1981–1982         | 12. hely                                                                      |                         |
| 1982–1983         | 8. hely                                                                       |                         |
| 1983–1984         | 2. hely                                                                       | Elődöntős               |
| 1984–1985         | 1. hely                                                                       | 2. hely                 |
| Prode 1985        | 13. hely                                                                      |                         |
| México 1986       | 19. hely                                                                      |                         |
| 1986–1987         | 9. hely                                                                       |                         |
| 1987–1988         | 5. hely                                                                       | 2. hely                 |
| 1988–1989         | 8. hely                                                                       | Negyeddöntős            |
| 1989–1990         | 2. hely                                                                       | Elődöntős               |
| 1990–1991         | 1. hely                                                                       | Bajnok                  |
| 1991–1992         | 5. hely                                                                       | Negyeddöntős            |
| 1992–1993         | 7. hely                                                                       |                         |
| 1993–1994         | 11. hely                                                                      |                         |
| 1994–1995         | 6. hely                                                                       | Negyeddöntős            |
| 1995–1996         | 6. hely                                                                       |                         |
| 1996 tél          | 12. hely                                                                      |                         |
| 1997 nyár         | 6. hely                                                                       | Negyeddöntős            |
| 1997 tél          | 16. hely                                                                      |                         |
| 1998 nyár         | 12. hely                                                                      |                         |
| 1998 tél          | 6. hely                                                                       | Elődöntős               |
| 1999 nyár         | 12. hely                                                                      |                         |
| 1999 tél          | 11. hely                                                                      |                         |
| 2000 nyár         | 3. hely                                                                       | Elődöntős               |
| 2000 tél          | 13. hely                                                                      |                         |
| 2001 nyár         | 14. hely                                                                      |                         |
| 2001 tél          | 19. hely                                                                      |                         |
| 2002 nyár         | 3. hely                                                                       | Elődöntős               |
| 2002 Apertura     | 3. hely                                                                       | Elődöntős               |
| 2003 Clausura     | 15. hely                                                                      |                         |
| 2003 Apertura     | 2. hely                                                                       | Negyeddöntős            |
| 2004 Clausura     | 2. hely                                                                       | Bajnok                  |
| 2004 Apertura     | 9. hely                                                                       | Bajnok                  |
| 2005 Clausura     | 16. hely                                                                      |                         |
| 2005 Apertura     | 16. hely                                                                      |                         |
| 2006 Clausura     | 10. hely                                                                      |                         |
| 2006 Apertura     | 2. hely                                                                       | Negyeddöntős            |
| 2007 Clausura     | 12. hely                                                                      |                         |
| 2007 Apertura     | 8. hely                                                                       | 2. hely                 |
| 2008 Clausura     | 12. hely                                                                      |                         |
| 2008 Apertura     | 4. hely                                                                       | Negyeddöntős            |
| 2009 Clausura     | 3. hely                                                                       | Bajnok                  |
| 2009 Apertura     | 17. hely                                                                      |                         |
| 2010 Bicentenario | 4. hely                                                                       | Negyeddöntős            |
| 2010 Apertura     | 8. hely                                                                       | Elődöntős               |
| 2011 Clausura     | 2. hely                                                                       | Bajnok                  |
| 2011 Apertura     | 9. hely                                                                       |                         |
| 2012 Clausura     | 13. hely                                                                      |                         |
| 2012 Apertura     | 10. hely                                                                      |                         |
| 2013 Clausura     | 7. hely                                                                       | Negyeddöntős            |
| 2013 Apertura     | 18. hely                                                                      |                         |
| 2014 Clausura     | 3. hely                                                                       | Negyeddöntős            |
| 2014 Apertura     | 8. hely                                                                       | Negyeddöntős            |
| 2015 Clausura     | 13. hely                                                                      |                         |
| 2015 Apertura     | 1. hely                                                                       | 2. hely                 |
| 2016 Clausura     | 10. hely                                                                      |                         |
| 2016 Apertura     | 6. hely                                                                       | Negyeddöntős            |
| 2017 Clausura     | 17. hely                                                                      |                         |
| 2017 Apertura     | 18. hely                                                                      |                         |
| 2018 Clausura     | 7. hely                                                                       | Negyeddöntős            |
| 2018 Apertura     | 3. hely                                                                       | Elődöntős               |
| 2019 Clausura     | 15. hely                                                                      |                         |
| 2019 Apertura     | 13. hely                                                                      |                         |
| 2020 Clausura     | 6. hely Nem hivatalos eredmény, mivel a bajnokságot 10 forduló után törölték. |                         |
| 2020 Apertura     | 2. hely                                                                       | 2. hely                 |
| 2021 Clausura     | 15. hely                                                                      |                         |
| 2021 Apertura     | 11. hely                                                                      | Elődöntős               |
| 2022 Clausura     | 11. hely                                                                      |                         |
| 2022 Apertura     | 16. hely                                                                      |                         |
| 2023 Clausura     | 14. hely                                                                      |                         |
| 2023 Apertura     | 4. hely                                                                       | Elődöntős               |
| 2024 Clausura     | 8. hely                                                                       | Negyeddöntős            |

## Stadion
A Mexikóváros Coyoacán nevű kerületében, az egyetemvárosban 1952. november 20-án felavatott Estadio Olímpico Universitaro nem csak a pumák otthona: itt került sor többek között az 1968-as nyári olimpia és az 1986-os labdarúgó-világbajnokság több küzdelmére is.
A 68 954 férőhelyes stadion lelátója két szintes: az alsó szinten kb. 27 000-en férnek el, fönt 34 000-en. Az épült 20 bejárattal, 8 parkolóval (2631 autó számára) és 4 × 4 pénztárral rendelkezik. A stadion keleti oldalát Diego Rivera óriási falfestménye díszíti.

## Utánpótlás
A csapat kiterjedt utánpótlásbázissal rendelkezik. Csak Mexikóvárosban 18–19 helyen működtet utánpótlásképzőt, de a vidéki Mexikó számos városában is, főként México állam területén: itt Atizapán de Zaragozában, Tlalnepantlában, Texcocóban, Huixquilucanban, Naucalpanban, Cuautitlán Izcalliban, a Cuautla felé vezető út mellett, Chicoloapan de Juárezben, Teotihuacan de Aristában és Coacalco de Berriozábal községben, más államokban pedig Oaxaca de Juárezben, Huatuscóban, Cuautlában, Ciudad Juárezben, Villahermosában, Cancúnban, Coatzacoalcosban, Cuernavacában, Xochitlan Todos Santos községben, Pueblában és Corregidora községben. Emellett az USA területén három nagyvárosban szintén működik Pumas-csapat: Los Angelesben, San Diegóban és San Antonióban.

## Szurkolók
A Pumasnak természetesen az egyetem sok diákja szurkol, de országszerte sok rajongója van. Az egyik dolog, amiről híresek, az az úgynevezett Goya, amikor az egész stadion közönsége felkiált: „¡Goya! ¡Goya! ¡Cachun, cachun, ra, ra! ¡Cachun, cachun, ra, ra! ¡Goya! ¡Universidad!” Ennek az 1940-es évekből származó szurkolói felkiáltásnak az utolsó szó kivételével egyébként semmi értelme nincs, a Goya állítólag egy közeli mozi neve volt, ahova a diákok előszeretettel jártak az órák helyett.